# Ute Skorupski
Ute Skorupski (6 de enero de 1959) es una deportista de la RDA que compitió en remo. Ganó dos medallas en el Campeonato Mundial de Remo, oro en 1978 y plata en 1979.

## Palmarés internacional
| Campeonato Mundial | Campeonato Mundial        | Campeonato Mundial | Campeonato Mundial |
| Año                | Lugar                     | Medalla            | Prueba             |
| ------------------ | ------------------------- | ------------------ | ------------------ |
| 1978               | Cambridge (Nueva Zelanda) | Medalla de oro     | Cuatro con timonel |
| 1979               | Bled (Yugoslavia)         | Medalla de plata   | Cuatro con timonel |